# Майер, Руперт
Руперт Майер  (нем. Rupert Mayer, 23 января 1876, Штутгарт, Германия — 1 ноября 1945, Мюнхен, Германия) — блаженный Римско-католической церкви, священник, иезуит, участник антинацистского сопротивления.

## Биография
В 1899 году был рукоположён в сан священника. С 1906 года служил в различных католических приходах Германии, Швейцарии, Нидерландах. Во время Первой мировой войны служил капелланом на фронте. В 1916 году, участвуя в битве, был серьёзно ранен в ногу, которую из-за опасности гангрены ампутировали. Был награждён орденом «Железный Крест», став первым священником, получившим эту награду.
В 1937 году был арестован нацистскими властями и провёл шесть месяцев в заключении, после чего отправлен в концентрационный лагерь Заксенхаузен. Был освобождён из него с условием, что он не будет проповедовать христианство. После окончания войны поселился в Мюнхене. Руперт Майер умер 1 ноября 1945 года во время служения святой мессы.
3 мая 1987 года был причислен к лику блаженных римским папой Иоанном Павлом II. Его именем названа улица в городе Пуллахе, Германия.